# Theologische Hochschule Beuron
Die Theologische Hochschule Beuron ist eine im Jahr 1967 eingestellte theologische Hochschule, die nach wie vor juristisch in der Trägerschaft der Erzabtei St. Martin zu Beuron in Beuron im Landkreis Sigmaringen fortbesteht.

## Geschichte
Das Kloster Beuron wurde erstmals 861 im Besitzverzeichnis des Klosters St. Gallen als „Purron“ erwähnt. Die Geschichte des Klosters beginnt mit der Gründung eines Augustiner-Chorherrenstifts im Jahr 1077. Nach der Säkularisation im Jahr 1802 ging das Kloster mitsamt seinem Territorium in den Besitz des Fürstenhauses Hohenzollern-Sigmaringen. Am 6. Dezember 1862 ermöglichte die Stiftung von Katharina von Hohenzollern-Sigmaringen den Neubeginn klösterlichen Lebens in den zweckentfremdeten Gebäuden, die teilweise als Militärhospital genutzt wurden. Erstmals wurde im Jahre 1866 unter der Leitung von Dominikanerpaters Hieronymus Rossi aus Forli ein Ausbildungsgang im Kloster eingerichtet. Für die ansteigende Zahl von Klostereintritten erwies sich dieses Hausstudium schon wenige Jahre später als nicht mehr ausreichend. Abt Maurus Wolter schickte von 1871 bis 1873 einen Teil der Profess-Kleriker Beurons an die Philosophisch-theologische Hochschule des Mainzer Priesterseminars und eröffnete dort ein Studienhaus der Benediktiner. 1873 entschloss man sich in Beuron nun doch, vor Ort eine Theologische Schule mit eigenen Lektoren zu begründen. Wegen des aufkeimenden Kulturkampfes und der Vertreibung des Beuroner Konventes fand die Ausbildung des Klerikernachwuchses zwischen 1875 und 1887 im Ausland statt. Ab 1887 studierten wieder Mönche in Beuron Theologie.
Daher wurde im Jahre 1919 der Westtrakt des Klosters errichtet. In ihm befinden sich zwei Auditorien, eine Bibliothek, mehrere Studierzimmer und eine Klerikatskapelle. Nach dem Zweiten Weltkrieg entsandten auch die Bayerische und Österreichische Benediktinerkongregation ihre Mönche nach Beuron. Am 26. November 1957 bestätigte die Verwaltung des Landes Baden-Württemberg die Existenz der Hochschule. 29 Studenten hatte die Hochschule im Jahre 1962, bevor sie 1967 in eine ruhende Hochschule umgewandelt wurde.
Heute studieren die Mönche aus Beuron an den theologischen Fakultäten in Salzburg und Rom.